# Омнибусный выпуск

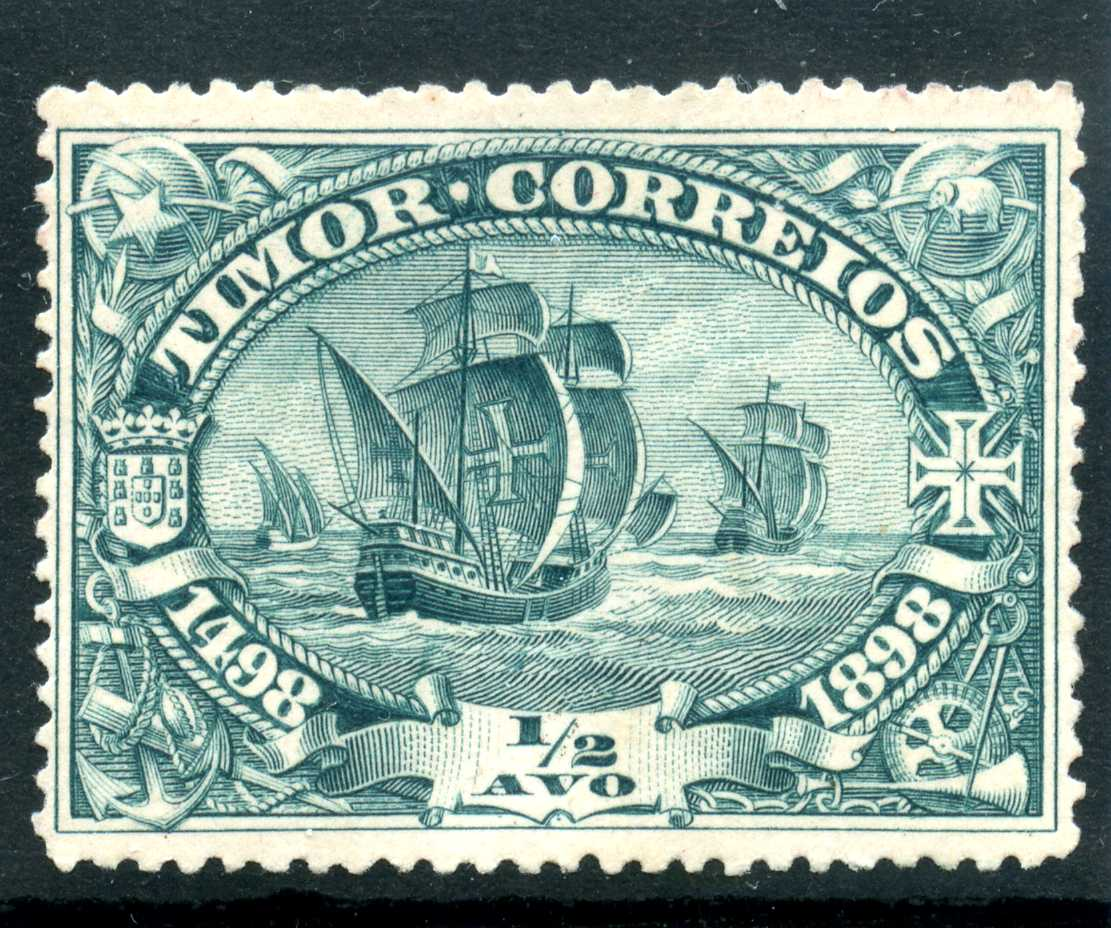
Марка Тимора из первого омнибусного выпуска 1898 года в честь 400-летия открытия португальцем Васко да Гамой морского пути в Индию(Sc #45)

Омни́бусный вы́пуск, также иденти́чный вы́пуск, иденти́чная, или омни́бусная, се́рия (англ. omnibus issue; от лат. omnibus — «для всех»), — в филателии выпуск почтовых марок, производимый рядом стран/территорий на общую тему и, возможно, с единым общим рисунком.
Частными случаями омнибусного выпуска являются:
- совместные (общие) выпуски;
- выпуски по поводу значимых событий, даже если заранее не было никаких договорённостей (например, Олимпийские игры 1964, 130 стран)[2].

## Описание
Омнибусные выпуски часто эмитировали страны, находящиеся под общим политическим контролем, или группы колоний, благодаря наличию тесного сотрудничества, которое необходимо для организации и осуществления такой эмиссии.
Некоторые исследователи предлагают омнибусные выпуски отличать от совместных выпусков, которые обычно гораздо меньше по объёму. Р. Миллер относит к омнибусным совместные или колониальные выпуски пяти и более почтовых администраций на общую тему.

## Первый омнибусный выпуск
Первым омнибусным выпуском считается эмиссия 1898 года Португалии и её колоний в ознаменование 400-летия открытия португальским мореплавателем Васко да Гамой морского пути в Индию.

## Выпуски Британского Содружества
Особенно часто омнибусные выпуски ассоциируются с почтовыми марками бывшей Британской империи, ныне Британского Содружества, благодаря большому числу участвующих в таких выпусках территорий. Вначале рисунки марок были идентичными для всех колоний, отличались только номиналы, цвета марок и названия колоний. Однако со временем в рамках одного выпуска стали использовать более широкий диапазон рисунков. Первым выпуском был «Серебряный юбилейный выпуск» 1935 года в честь 25-летия правления Георга V. За ним последовали многие другие, обычно по поводу событий, связанных с британской королевской семьёй:
- коронации Георга VI — в 1937 году (коронационный выпуск[англ.]),
- серебряной свадьбы Георга VI и Елизаветы — в 1948 году[2] и т. п.,

а также на такие темы, как «Свобода от голода» (1963) и «Чемпионат мира по футболу 1966 года».
Совсем не обязательно все колонии участвуют в каждом выпуске, несмотря на то, что доходы от реализации марок являются ценным источником дохода многих небольших колоний (стран), у которых мало других способов пополнения бюджета.

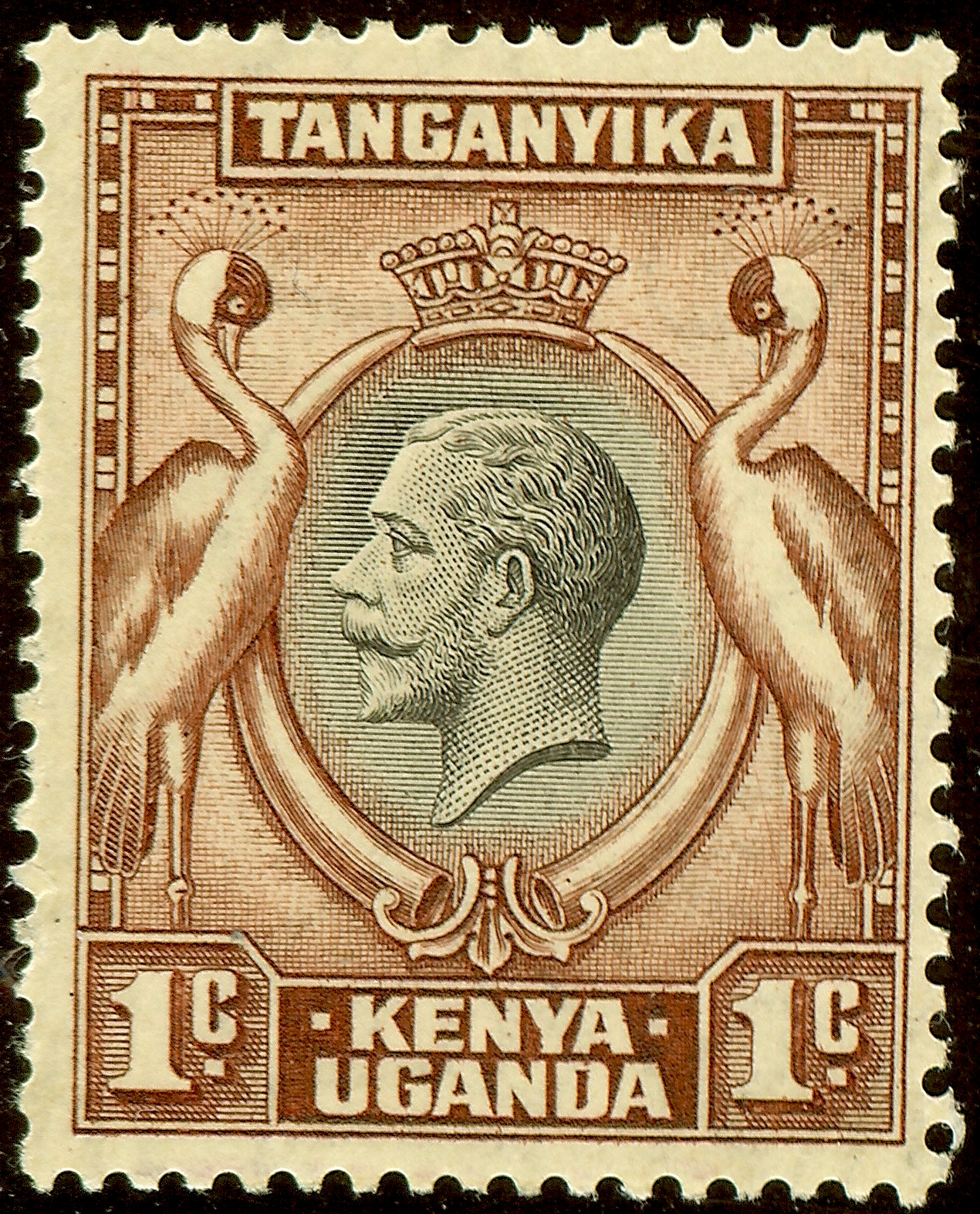
1935: «Серебряный юбилейный выпуск[англ.]». Марка Кении, Уганды и Танганьики
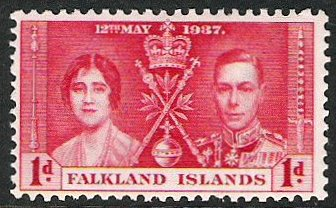
1937: коронация Георга VI. Марка Фолклендских островов, 1 пенни
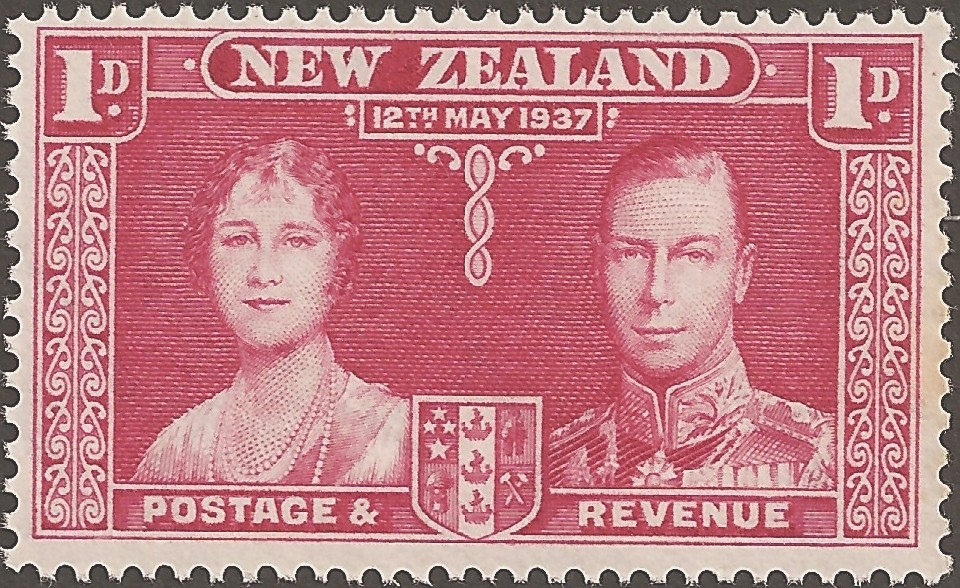
То же, марка Новой Зеландии, 1 пенни
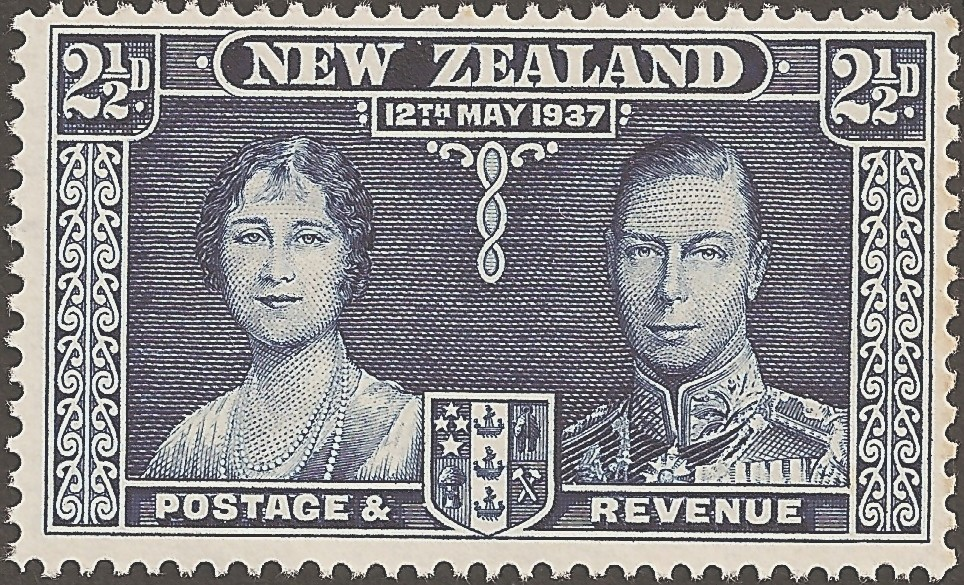
То же, 2½ пенса

## Другие эмитенты омнибусов
Омнибусные выпуски сохраняют популярность у стран, филателистические рынки которых переданы в ведение Межгосударственной филателистической корпорации, поскольку это даёт этим странам возможность сбывать свои почтовые марки на богатом тематическом филателистическом рынке США и Европы путём изображения на марках сюжетов, пользующихся спросом в западных странах. Однако такие выпуски подвергаются критике за то, что их тематика не соответствует культуре стран-эмитентов, например, когда марки с изображением персонажей Уолта Диснея выпускаются беднейшими африканскими государствами.

## Коллекционирование
Коллекционирование омнибусных выпусков Британского содружества и других стран является популярным направлением в филателии. Такая популярность нашла отражение в каталогах. Например, во вводном разделе каждого тома каталога «Скотт» есть специальный подраздел «Common Design Types» («Типы марок с общим рисунком»).